# Audibert & Lavirotte

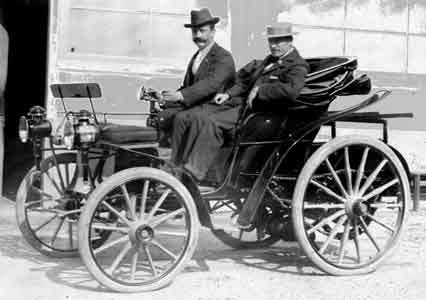
Audibert & Lavirotte type vis-à-vis uit 1896 met de beide heren in de auto

Audibert & Lavirotte is een van de oudste automerken uit Frankrijk.
Lavirotte werd opgericht in 1894 door Émile Lavirotte en Maurice Audibert in Lyon en was het die de motor ontwikkelde. Hij paste hem eerst toe in een boot, genaamd Fuut. Samen maakten ze hun eerste auto, een driewieler.
Men kreeg in 1895 een licentie om de Scott road-train te maken. Dit was een voorloper van de autobus en was min of meer een tramstel dat getrokken werd door een auto. In 1896 werden de banden alweer verbroken. Ondertussen ging de autoproductie gewoon verder en moest steeds kapitaal aangetrokken worden om de fabriek te vergroten. De fabriek werd steeds groter en men produceerde ook steeds meer. In 1900 plande men weer een uitbreiding en deelde weer aandelen uit. De aandeelhouders zouden echter nooit betalen en de firma moest in 1902 verkocht worden aan Mario Berliet, die daarmee in de auto's stapte.
Een aantal werktuigen en onderdelen werden opgekocht door Gabriel Voisin, die het beroemde merk Voisin oprichtte.